# José Ferreira da Silva (político)
José Ferreira da Silva (Tijucas, 16 de janeiro de 1897 – 31 de dezembro de 1973) foi um jornalista, político, historiador e escritor brasileiro.
Um dos fundadores da Ação Integralista Brasileira em Blumenau, foi nas eleições de 1935 o vereador mais votado e, entre 1938 e 1941, o prefeito municipal, tendo sido responsável por algumas das mais importantes realizações administrativas da história do município.
Além de um dos principais nomes da história cultural de Blumenau, onde, inclusive, fundou a biblioteca pública e tornou-a a maior do estado catarinense, é o biógrafo de Hermann Blumenau, Fritz Müller e do Padre José Maria Jacobs, primeiro vigário da cidade.

## Biografia
Aos dois anos, passou a residir em Florianópolis, onde iniciou a escola primária, e, depois, em Santo Amaro da Imperatriz. Posteriormente, fez o secundário no Ginásio Catarinense, de Florianópolis, e no Colégio São José, de Pareci, no Rio Grande do Sul. No curso colegial já colaborava na revista infantil O Beija-Flor, de Petrópolis. 
Trabalhou no magistério, lecionando inicialmente no ensino primário de Canoinhas, onde era também tabelião interino, tendo aí permanecido até 1919. Transferido nesse ano para o atual município de Luzerna, pediu, no ano seguinte, a remoção para Blumenau, onde dirigiu, durante meses, a escola subvencionada de Arapongas, no atual Indaial. Tornou-se Escrivão de Paz e Tabelião do hoje município de Rodeio, à época 7º distrito de Blumenau, exercendo os cargos até 1924. Nesse ano, foi transferido para a sede do município, como titular do cartório de Crime, Civil e Comercial.
Até então, já havia colaborado na imprensa de Canoinhas e fundado um semanário, O Escudo, em Rodeio. Em 1926, fundou com o poeta Otaviano Ramos o jornal A Cidade. Isso marcou o desenvolvimento de uma intensa atividade intelectual, publicando contos, crônicas, comentários e críticas esparsas por vários jornais e revistas, assim como diversos estudos, biografias e traduções do alemão e do italiano.
Montou escritório de advocacia como solicitador. Ingressando na política, foi candidato ao Conselho Municipal pouco antes da Revolução de 1930. No ano seguinte, foi nomeado Inspetor Federal do Ensino Secundário, exercendo a função nos ginásios de Blumenau, Joinville, Laguna e Mafra.
Tendo sido, ao lado de Alberto Stein e Érico Müller, um dos três fundadores da Ação Integralista Brasileira em Blumenau, foi eleito pela AIB como o vereador mais votado em 1935, sendo, assim, o presidente da Câmara Municipal, paralelamente à eleição de Alberto Stein para a prefeitura. Fundou e dirigiu, desde 1935, salvo um breve período sob a direção de Aristides Largura, o jornal integralista local Alvorada. No curto período da administração Stein, foram criados o Instituto Histórico e Cultural do Vale do Itajaí e o Museu de Ecologia Fritz Müller, ambos devidos à iniciativa de José Ferreira da Silva. Teve seu mandato cassado pelo Estado Novo, mas foi, em seguida, nomeado prefeito de Blumenau. Permaneceu no cargo até 1942.

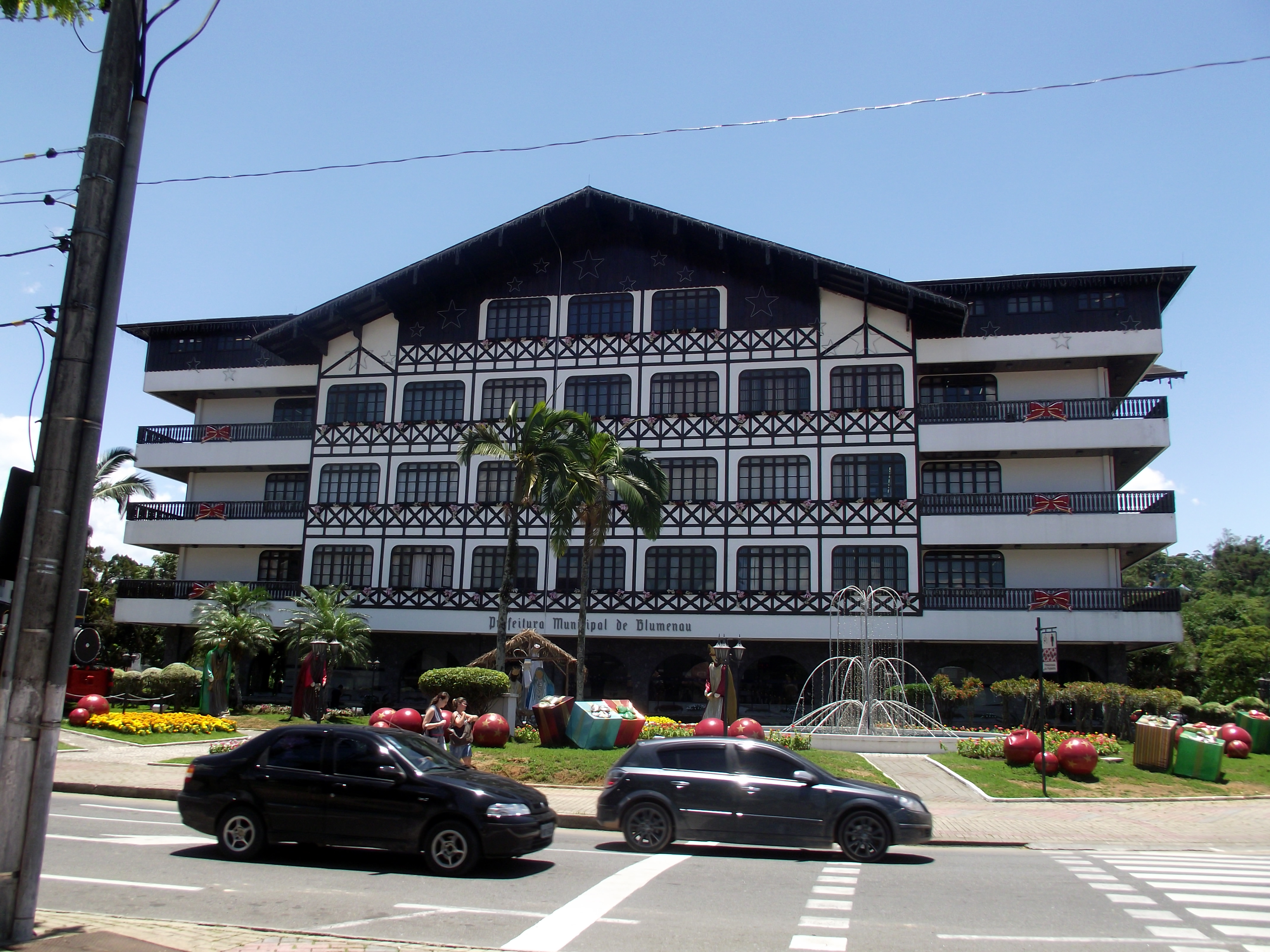
Prefeitura Municipal de Blumenau, construída no mandato de José Ferreira da Silva

Como prefeito, construiu o prédio do Fórum e da Prefeitura, assim como da prefeitura do atual município de Pomerode, então intendência de Rio do Testo; criou o serviço de abastecimento de água potável do município; realizou a planta cadastral; criou a Biblioteca Pública Municipal, o Matadouro Municipal, a estação meteorológica municipal e o Aeroclube de Blumenau, incluindo seu campo de aviação; abriu as atuais ruas Nereu Ramos e Presidente Getúlio Vargas; fundou a Escola Agrícola Municipal, que, confiada às Irmãs Franciscanas, era destinada a abrigar, educar e profissionalizar uma centena de crianças carentes em internato, da qual se originou o atual bairro de Escola Agrícola; canalizou o ribeirão Bom Retiro, construiu um Mercado Municipal, ergueu várias pontes no interior do município, inaugurou a estátua de Hermann Blumenau, ajardinou as praças e fundou mais de 20 escolas em linhas coloniais.
Com o tempo, sua atividade política foi abafada pela atividade intelectual. Tentou se candidatar à prefeitura de Blumenau pelo Partido de Representação Popular, sucessor do movimento integralista, em 1950, mas não foi eleito. Morou por vários anos no Rio de Janeiro e em Curitiba, onde fundou a Revista Blumenau em Cadernos, que dirigiria até o seu falecimento.
Regressou a Blumenau em 1962. Foi convidado para dirigir a Biblioteca Pública Dr. Fritz Müller, criada por ele em 1940 e só então oficializada, pelo prefeito Hercílio Deeke. Imprimiu tal ritmo de desenvolvimento à instituição que, de 3 mil volumes, ela cresceria a 50 mil, tornando-se a maior de Santa Catarina. Incorporou a ela os setores de encadernação, tipografia, Braille, discoteca etc.
Em 1970, recebeu a comenda de Grande Oficial da Ordem do Mérito da República Federal da Alemanha, como reconhecimento aos seus serviços pelo estreitamento das relações entre ambos os países. No mesmo ano, foi eleito para a Academia Catarinense de Letras.
Era sócio da Sociedade Dramática Musical Carlos Gomes, da Sociedade Recreativa e Desportiva Dr. Blumenau e do Círculo de Orquidófilos de Blumenau, assim como decano dos radialistas de Santa Catarina, pois havia sido, durante muito tempo, o primeiro locutor da PRC-4, a pioneira da radiodifusão catarinense.
Faleceu pelas consequências de um acidente rodoviário sofrido contra um caminhão na BR-277, em 22 de dezembro de 1973, tendo permanecido em coma por dez dias, até falecer no Ano Novo. Está sepultado no Cemitério São José. Deixou cinco filhos. Um deles, Luiz Ferreira da Silva, é conhecido por ser escritor de histórias infantis sobre os municípios, e é Membro Imortal da Academia de Letras do Brasil de Santa Catarina Seccional Balneário Piçarras.

## Obras publicadas
- O Padre Jacobs (Nótulas para a história do primeiro vigário de Blumenau), 1928.
- A colonização do Vale do Itajaí, 1931.
- Fritz Müller (Biobibliografia de um sábio), 1931.
- O Doutor Blumenau (Estudo biográfico), 1933.
- O Catolicismo em Blumenau (conferência), 1939.
- Anita Garibaldi (libreto de ópera), 1940.
- Colônias para o Brasil (Sistema e Orientação), 1948.
- História de Blumenau (separata), 1950.
- História do Município de Penha, 1959.
- Blumenau — pequeno guia turístico, 1962.
- As terras do Itajaí Mirim e Vasconcelos Drummond (separata), 1963.
- Itajaí, a fundação e o fundador (separata), 1967.
- Terra Catarinense (almanaque), 1967.
- Cronografia do Dr. Blumenau, 1967.
- A bandeira do Brasil, 1967.
- Otaviano Ramos — biografia de um poeta, 1971.
- Entre a enxada e o microscópio — episódios da vida de Fritz Müller, 1971.
- História de Blumenau, 1972.
- A Imprensa em Blumenau, 1977.

## Academia Catarinense de Letras
Ocupou a cadeira número 4 da Academia Catarinense de Letras.

## Homenagens
O Arquivo Histórico de Blumenau foi batizado em sua homenagem. Também leva seu nome a biblioteca municipal de Balneário Piçarras, da qual foi o fundador.